# Las glorias de María
Las Glorias de María es un libro clásico en el campo de la Mariología, escrito durante el siglo XVIII por San Alfonso de Ligorio, un Doctor de la Iglesia.

## Descripción
El libro fue escrito en un momento en que algunos criticaban las devociones marianas, y fue escrito en parte como una defensa de la devoción mariana. El libro combina numerosas citas a favor de la devoción a la Santísima Virgen María de los Padres de la Iglesia y los Doctores de la Iglesia con las opiniones personales de San Alfonso sobre la veneración mariana e incluye una serie de oraciones y prácticas marianas.
La primera parte del libro se centra en la oración Salve Regina (versión latina de la Salve) y explica cómo Dios dio a María a la humanidad como "Puerta del Cielo". Sobre este tema, san Alfonso cita a san Buenaventura: "Nadie puede entrar en el Cielo si no es por María, como por una puerta"".
La segunda parte del libro trata de las fiestas marianas clave, como la Inmaculada Concepción, la Natividad, la Purificación, la Anunciación, la Asunción, etc. La tercera parte se centra en los  siete dolores de María, explicando cómo su "martirio prolongado" fue mayor que el de todos los demás mártires. La cuarta parte trata de diez virtudes diferentes de la Virgen María en la Iglesia católica, mientras que la quinta parte ofrece una colección de oraciones, meditaciones y devociones marianas. Un apéndice está dedicado a defender el papel de María como Medianera de todas las gracias.